# Brigitte Terziev
Pour les articles homonymes, voir Terziev.
Brigitte Terziev est une sculptrice française, née en 1943.

## Biographie
Fille du sculpteur Jean Terzieff et sœur de l'acteur Laurent Terzieff, elle fait ses études à l’École des beaux-arts de Paris, dans les ateliers d'Henri-Georges Adam et Robert Couturier.
Attirée par les arts vivants, la danse contemporaine et la danse africaine, elle apprend la gestuelle du corps et en tire l'enseignement qu'elle intégrera plus tard dans son vocabulaire plastique. Elle part à l'étranger notamment en Yougoslavie où elle collabore avec des auteurs et metteurs en scène de théâtre à différentes manifestations. Elle revient à Paris en 1970, retrouve la sculpture et travaille le bois dur sur les conseils du sculpteur Coutelle.
Après avoir été tentée par l'abstraction, Brigitte Terziev poursuit ses recherches sur la forme et la lumière dans le seul but d'analyser et de parvenir à traduire les pulsions.
Elle est élue à l'Académie des beaux-arts le 4 avril 2007, dans la section de sculpture, au 9e fauteuil, vacant depuis sa création (décret du 8 juin 1998). Elle est reçue sous la Coupole le 12 mars 2008 par Claude Abeille, au cours d'une séance présidée par le peintre Yves Millecamps. Elle est déléguée à la Séance de rentrée des Cinq Académies du 23 octobre 2018.
Elle est la deuxième sculptrice à être reçue à l'académie après Dorothée Massé-Godequin en 1680.
Elle a obtenu le prix Bourdelle en 1997 et devient chevalier des Arts et Lettres en 2012.

## Expositions personnelles
- 2015 : Musée de l'hospice St Roch, Issoudun
- 2014 : Fondation Coubertin, Yvelines
- 2010 : Galerie Pierre Cardin, Paris
- 2005 : Galerie Margeron, Paris
- 2003 : Galerie Margeron, Paris
- 2002 : Galerie Dieleman, Bruxelles
- 2002 : Galerie Margaron, Paris
- 1999 : Galerie Croix-Baragnon, Toulouse
- 1998 : Musée Bourdelle, Paris
- 1996 : Galerie Area, Paris
- 1996 : Galerie Serpente, Paris
- 1995 : Galerie du quai d'Orsay, Paris
- 1986 : Galerie Nane Stern, Paris

## Filmographie
Elle a réalisé trois courts métrages sur son travail :
- 1996 : Ocre de chair
- 1998 : Spectres
- 2000 : Jehann

## Citation
« En effet, toutes ces plaques, tous ces morceaux de matière rongée, boursouflée ou lissée, dans lesquels viennent s'incruster des clous, des couteaux, des tubes de ferraille ne sont pas rassemblés au hasard ni par un souci de pittoresque. Ils sont orientés par un sculpteur qui manie les plans de lumière, les surfaces d'ombre tout comme un cinéaste organise le scénario de son film selon une succession de plans calculés par la ferveur, ou comme le poète Racine qui dans sa pièce Andromaque découpe et tranche en scènes et en actes le destin malheureux d'Oreste et d'Hermione. »

— Claude Abeille, extrait du discours de réception à l'Académie des beaux-arts le 12 mars 2008

## Prix
- 1970 : Prix de sculpture Musée de Roving, Istrie
- 1982 : Prix spécial de sculpture, Brécey
- 1986 : Prix Georges Oudot
- 1995 : Prix de l'Académie des Beaux Arts
- 1997 : Prix Bourdelle

## Décorations
- Chevalier de l'ordre des Arts et des Lettres Elle est faite chevalier le 15 décembre 2011[3]
- Chevalier de l'ordre national du Mérite Elle est faite chevalier le 15 novembre 2018[4].